# Clayton Rawson
Clayton Rawson (* 1906 in Elyria, Ohio; † 1971) war ein US-amerikanischer Schriftsteller und Illustrator. 

## Werdegang
Rawson war ein Sohn von Clarence Rawson und dessen Ehefrau Clara Smith. Er studierte an der Ohio State University u. a. Kunst und bekam nach seinem erfolgreichen Abschluss 1929 eine Anstellung als Reklamezeichner und Illustrator. Im selben Jahr heiratet er Catherine Stone und bekam mit ihr vier Kinder. 
Später ließ er sich in Chicago (Illinois) nieder und konnte dort 1938 mit „Death from a Top Hat“ sehr erfolgreich debütieren. 
Am 26. März 1945 gründete er in New York zusammen mit Anthony Boucher, Brett Halliday und Lawrence Treat die literarische Vereinigung Mystery Writers of America (MWA). 
Seit seiner Kindheit war Rawson fasziniert von Magie und Zaubertricks; seit seinem achten Lebensjahr zauberte er selbst. Deshalb stattete er seine Protagonisten mit Zaubertricks aus; bzw. versah sie mit einschlägigen Berufen. Unter dem Pseudonym Stuart Towne erfand er „Don Diavolo“, einen Magier, und konnte darüber 1940 vier Erzählungen in der Zeitschrift Red Star Mystery veröffentlichten.

## Ehrungen
- 1949 MWA Special Edgar Award
- 1967 Special Edgar Award

## Werke (Auswahl)
Don Diavolo Zyklus
- Ghost of the undead.
- Death out of thin air.

Merlini Zyklus
- Death of a Top Hat. 1938.
- The footprints on the ceiling. 1939.
- The headless lady. 1940.
- No coffin for the corpse. 1942.
- The Gret Merlini. The complete stories of the magician detective. Gregg Press, Boston, Mass. 1979, ISBN 0-83982-546-3.

Sachbücher
- Hokus Pokus. Das grosse Buch für Zauberer („The golden book of magic“). Neuausg. Tessloff Verlag, Hamburg 1984, ISBN 3-7886-0765-3 (früherer Titel  Das große Zauberbuch vom Großen Merlini).
- The complete play production handbook. For schools, colleges, little theaters, community theatre, summer stock fo anyone staging a play. Neuausg. Harper & Row, New York 1982, ISBN 0-06-4635-58-9.

## Verfilmungen
Kino
- 1939 Tod Browning (Regie): Miracles for sale (nach dem Roman Death from a Top Hat)
- 1942 Herbert I. Leeds (Regie): The man who wouldn't die (nach dem Roman No coffin for the corpse).

Fernsehen
- 1951 The transparent man (frei nach „Merlini Zyklus“; ein Trailer für eine Serie, die nie verwirklicht wurde).